# Jirachi
Jirachi est un Pokémon fabuleux apparu pour la 1re fois dans les versions Pokémon Rubis et Saphir. Il est aussi le héros du sixième film Pokémon, Pokémon : Jirachi, le génie des vœux. Normalement, il ne peut être obtenu que par un événement Nintendo depuis ces versions jusqu'à nos jours, ou alors par transfert depuis Pokémon Channel, une fois le jeu terminé, et le conseil des 4 vaincu sur votre cartouche de Game Boy Advance ; il fait également une apparition exceptionnelle dans Pokémon Colosseum, où il est le Pokémon d'un dresseur adverse au Mont Bataille.

## Création

### Conception graphique
Jirachi est directement inspiré du Tanabata, le festival Japonais des étoiles, où l'on écrit son vœu sur une bande de papier avant de l'accrocher à un arbre. On retrouve cette thématique sur sa tête en forme d'étoile et les bandes de papier accrochées aux bouts.

### Étymologie
La première étymologie probable (et la plus simple) est le verbe russe "желать" (prononcé zhelat'), signifiant "souhaiter". Une autre étymologie possible, plus recherchée, utiliserait les étymons Chi (nom japonais du Sang)et Jira [forme japonisée de l'appellation hébraïque Jireh (voulant dire « Celui (ou Celle) qui offrira en sacrifice). « Jirachi » veut donc dire littéralement « Sang de Celui (ou de Celle) qui offrira en sacrifice », tandis que, métaphoriquement, cela veut tout simplement dire « le Vœu ». Mais cela peut aussi venir du mot Sachi, signifiant Bonheur ou Fortune en Japonais. [réf. nécessaire]

## Description
Jirachi est un Pokémon légendaire des types acier et psy. Son espèce est Souhait. En effet, il se réveille tous les millénaires pour exaucer des vœux qu'il faut inscrire sur les bandes de papier bleu qu'il porte sur la tête. Pour que Jirachi se réveille, il faut que deux conditions soient réunies. La première est que la comète du millénaires soit visible dans le ciel, la deuxième est que Jirachi doit se trouver un ami. En fait, il ne peut que téléporter ce qu'il veut et quand il veut.
Cet état d'éveil ne dure cependant qu'une semaine.
Sa capacité spéciale est Sérénité, qui double les probabilités que les effets secondaires des attaques qui en sont pourvues (celles du pokémon possédant le talent Sérénité) se produisent. Comme tout Pokémon légendaire qui se respecte, Jirachi ne peut se reproduire. Il possède une attaque spécifique de type acier, Carnareket, qui fonctionne un peu comme Prescience : elle ne frappe que deux tours plus tard mais avec beaucoup de puissance.

## Apparitions

### Jeux vidéo
Jirachi apparaît dans série de jeux vidéo Pokémon. D'abord en japonais, puis traduits en plusieurs autres langues, ces jeux ont été vendus à plus de 200 millions d'exemplaires à travers le monde.
Bien que trouvable dans les cas évoqués au-dessus, Jirachi n'apparaît dans aucun des jeux principaux.

### Série télévisée et films
La série télévisée Pokémon ainsi que les films sont des aventures séparées de la plupart des autres versions de Pokémon et mettent en scène Sacha en tant que personnage principal. Sacha et ses compagnons voyagent à travers le monde Pokémon en combattant d'autres dresseurs Pokémon.
En plus du film,  Jirachi apparaît dans l'épisode 789 de la série principale.